# Belica (potok)
Belica, tudi Belca, je potok, ki izvira južno od naselja Bohinjska Bistrica. Ima tri večje pritoke: Globočnik, Stržnica in Butanica. Belica se pod Ajdovskim gradcem v Bohinjski Bistrici kot desni pritok izliva v Savo Bohinjko.